# Hush (film, 2008)
Pour les articles homonymes, voir Hush.
Hush est un film britannique réalisé par Mark Tonderai, sorti en 2008.

## Synopsis
En pleine campagne, un jeune couple, Zakes et Beth, roule la nuit sur l'autoroute. Un semiremorque manque de les percuter en les doublant. Alors que les portes arrière s'entrouvrent brièvement, Zakes aperçoit une jeune femme terrifiée, hurlant à l'intérieur d'une cage. Le camion disparaît rapidement de leur vue. Seuls témoins, ils se lancent à sa poursuite...

## Fiche technique
- Titre : Hush
- Réalisation : Mark Tonderai
- Scénario : Mark Tonderai
- Pays d'origine : Royaume-Uni
- Format : Couleurs
- Genre : Thriller
- Dates de sortie :
  -  Allemagne : 15 août 2008 (Berlin Fantasy Filmfest)
  -  France : 1er février 2009 (Gérardmer)
  -  Royaume-Uni : 20 février 2009 (Festival de Glasgow)
  -  Royaume-Uni : 13 mars 2009 (sortie nationale)
  -  Royaume-Uni : 20 juillet 2009 (sortie DVD)

## Distribution
- William Ash : Zakes Abbot
- Christine Bottomley : Beth
- Andreas Wisniewski : The Tarman
- Claire Keelan : Wendy
- Stuart McQuarrie : Thorpe